# 蘇基朗
蘇基朗（英語： Billy So Kee-long，1952年—），前澳門大學副校長（學生事務），香港知名歷史學家，專長為研究法制史、經濟史等。 現為香港科技大學人文學部榮休教授及香港中文大學歷史系客席教授。

## 生平
1952年，出生於香港。小時候閱讀錢穆的《國史大綱》時，深受影響，因而決定攻讀歷史。
1972年，就讀香港中文大學歷史系，師承時任系主任孫國棟及教師嚴耕望等。適逢著名思想史學家余英時從哈佛大學回到香港中文大學新亞書院任校長，作為歷史系學生會會長的蘇基朗，經常向余英時請教。
1976年，於香港中文大學歷史系取得學士（一級榮譽）學位。畢業後，攻讀哲學碩士學位，師從嚴耕望研究古代泉州，並於1979年碩士畢業。
碩士畢業後，隨即負芨澳洲，於澳大利亞國立大學攻讀博士學位，師從王賡武，並於1983年博士畢業。
回港後，到香港樹仁學院做學生管理工作，兼教歷史，後轉到香港中文大學學生事務處任學生活動行政主任等職。
1987年，赴新加坡，於新加坡國立大學任中文系教授，教授中國歷史及文化。
1993年，再度返港，歷任香港中文大學歷史系系主任、教務長、協理副校長、東亞研究中心主任等，期間因為哭中大事件而備受爭議。
2011年，轉任香港科技大學人文學部主任及講座教授，直至2019年獲授榮休教授。同年，獲澳門大學聘請為副校長（學生事務）、歷史系講座教授及法學院禮任教授，為期3年。
2022年，正式退下學校行政崗位。現為香港科技大學人文學部榮休教授及香港中文大學歷史系客席教授（禮任）。

## 外部連結
- 蘇基朗：國史上有驚人相似的繁榮發展之路